# 曾秋坤
曾秋坤，曾秋坤男爵，MBE，FRCPCH（1940年3月6日—2006年1月21日），新加坡裔英籍華人醫生及政治家，是英國歷史上第二位獲冊封為貴族的華人。

## 生平

### 早年生涯
曾秋坤在1940年3月6日生於在新加坡屬於少數的一個華人基督教家庭，父親在當地任職校長。基於是基督教家庭的原故，曾秋坤與其父親一樣取米迦勒（Micheal）為其教名。
曾秋坤早年入讀新加坡萊佛士書院，畢業後赴英國倫敦蓋伊醫院（Guy's Hospital）醫學院學醫。學成後返回新加坡大學任職講師和小兒科顧問醫生。

### 醫學生涯
在1974年，曾秋坤有機會前赴位於倫敦大奧蒙德街醫院（Great Ormond Street Hospital）的倫敦大學兒童健康研究院，專門研究血管性血友病（Von Willebrand disease）。後來又在1978年至1994年出任利物浦熱帶醫學院的高級臨床臨床及小兒科顧問醫生，在職其間，他曾協助印度奧里薩邦政府改善當地醫科學生的培訓水平；另外又透過英國文化協會與印度政府的合作，他亦在利物浦熱帶醫學院為來自印度的醫科學生提供短期的小兒科及產科醫學研究課程。
在1994年，曾秋坤離開利物浦熱帶醫學院，並轉往位於利茲的NHS種族健康組出任總監之職，一直至1997年卸任，任內他成功協助NHS信託與衛生部門改善英國小數族群社區的醫療服務水平，又曾於1996年擔任利物浦大學的種族健康訪問教授。

### 公職生涯
曾秋坤一向熱心公益，協助小數族群爭取權益，以及推廣兒童健康。早在1980年代，他就曾擔任皇家小兒科及兒童健康學院國際兒童健康組海外委員會召集人。此外他也擔任過內務大臣在種族關係範疇上的顧問，亦曾自1990年至1995年出任英國種族平等委員會專員。在1996年，他帶領成立英國華人社會論壇，並任論壇主席，任內曾批評英國政府收緊入境政策，導致中國餐館的小數族裔員工短缺不足的情況。
自1999年起，曾秋坤曾出任英國西北地區兩個醫療信託的總監。此外又在同年獲委任為課刑專門小組委員及英國多元文化未來委員會委員，其中，英國多元文化未來委員會在2000年所發表的報告內，曾秋坤貢獻非淺。
在2001年，時任英國首相貝理雅推動「人民貴族」計劃，試圖擴大上院民意基礎，加入多源聲音，並作為上議院改革的一部份。最後在3,000名人選當中，曾秋坤與另外41名人選同獲一個提名委員會提名為終身貴族，晉身為上院無黨籍議員。在2001年6月2日，曾秋坤復正式獲英女皇伊利沙伯二世冊封為終身貴族，使他成為繼鄧蓮如女男爵以後，歷史上第二位成為英國貴族的華人。
成為上議員議員後，曾秋坤仍然熱心於社會事務，並曾出任威勒爾多元文化組織主席、英國對華工作顧問團成員、小數族裔健康特別任務組主席、以及自2002年起任傳媒投訴委員會委員。在2004年，他向國會揭露社區中有初生嬰兒感染愛滋病的情況，從而引起社會關注；同年他又對緬甸軍政府的獨裁統治作出批評，除了支持當地精神領袖昂山素姬外，亦對緬甸的基督教社群表示關心。在2005年5月英國大選後，曾秋坤曾對工黨的新醫療政策表態支持，並批評醫院在防範MRSA的工作上嚴重不足。

### 教會事工
作為一位非常虔誠的基督教教徒，曾秋坤曾於英國、歐洲、新加坡和香港等地講道。另外，曾秋坤也是基督教華僑佈道會董事會主席和海外基督教佈道團主席。而他也在所屬的利物浦華人福音教會擔任長老。為表彰他對教會的熱心貢獻，英廷曾於1991年向他頒授MBE勳銜。
至於他在2001年成為終身貴族時，他特地在其紋章頂飾上加入聖經金句「活著是為主而活」（For me to live is Christ），以代表他一生忠心服事的寫照。

### 逝世
曾秋坤在2005年12月31日除夕突然胰臟炎發作，並被送到利物浦亞羅公園醫院之深切治療部留醫，期間病情反覆，最後延至2006年1月21日晚不治，終年65歲。其喪禮後在1月27日在威勒爾的聖瑪麗教堂舉行，而公開追悼會則在3月6日，即其66歲冥壽於利物浦聖公會大教堂舉行。

## 家庭
曾秋坤在於英國蓋伊醫院醫學院求學期間，認識了徐惠玲（音譯，Irene Wei-Len Chee），兩人在1965年於英國成婚，並育有一女一子，分別為Ruth Chan和Stephen Chan。

## 部份著作
- Diseases of Children in the Tropics and Subtropics（1991年）
- Roberton, N. R. C.所著的Textbook of Neonatology（1999年第三版）入面，有關發展中國家的部份
- 英國多元文化未來委員會發表的Parekh Report（2000年）入面，有關健康與社會護理的部份

## 榮譽
- F.R.C.P.C.H.
- M.B.E.（1991年）
- 在2001年6月2日，曾秋坤獲英廷冊封為終身貴族，是第二位華人獲封英國貴族。其封邑為默西賽德郡奧斯頓。因此，其正式頭銜為曾秋坤，默西賽德郡奧斯頓的曾秋坤男爵（Michael Chew Koon Chan, Baron Chan of Oxton in the County of Merseyside）。

## 請參見
- 血管性血友病
- 英國政治
- 英籍華人
- 新加坡
- 鄧蓮如

### 英文資料
- Who's Who，A & C Black，2005年。
- Lord Chan, People's peer who worked within the Chinese Christian community （页面存档备份，存于），泰晤士報，2006年2月8日。
- Andrew Roth，Lord Chan （页面存档备份，存于），衛報，2006年2月13日。
- Lord Chan （页面存档备份，存于），每日電訊報，2006年1月26日。
- Lord Chan of Oxton （页面存档备份，存于），英國衛生部，2003年8月14日。
- CHAN （页面存档备份，存于），Leigh Rayment's Peerage Page，2007年10月13日造訪。

### 中文資料
- COCM News，《COCM Link》，Issue 1，2006年。
- 《基督教華僑佈道會主席曾秋坤勳爵安息主懷》，基督日報，2006年2月4日。

## 外部連結
- 基督教華僑佈道會（COCM）
- 英國華人社會論壇
- 利物浦華人福音教會 （页面存档备份，存于）